# Intel Skulltrail

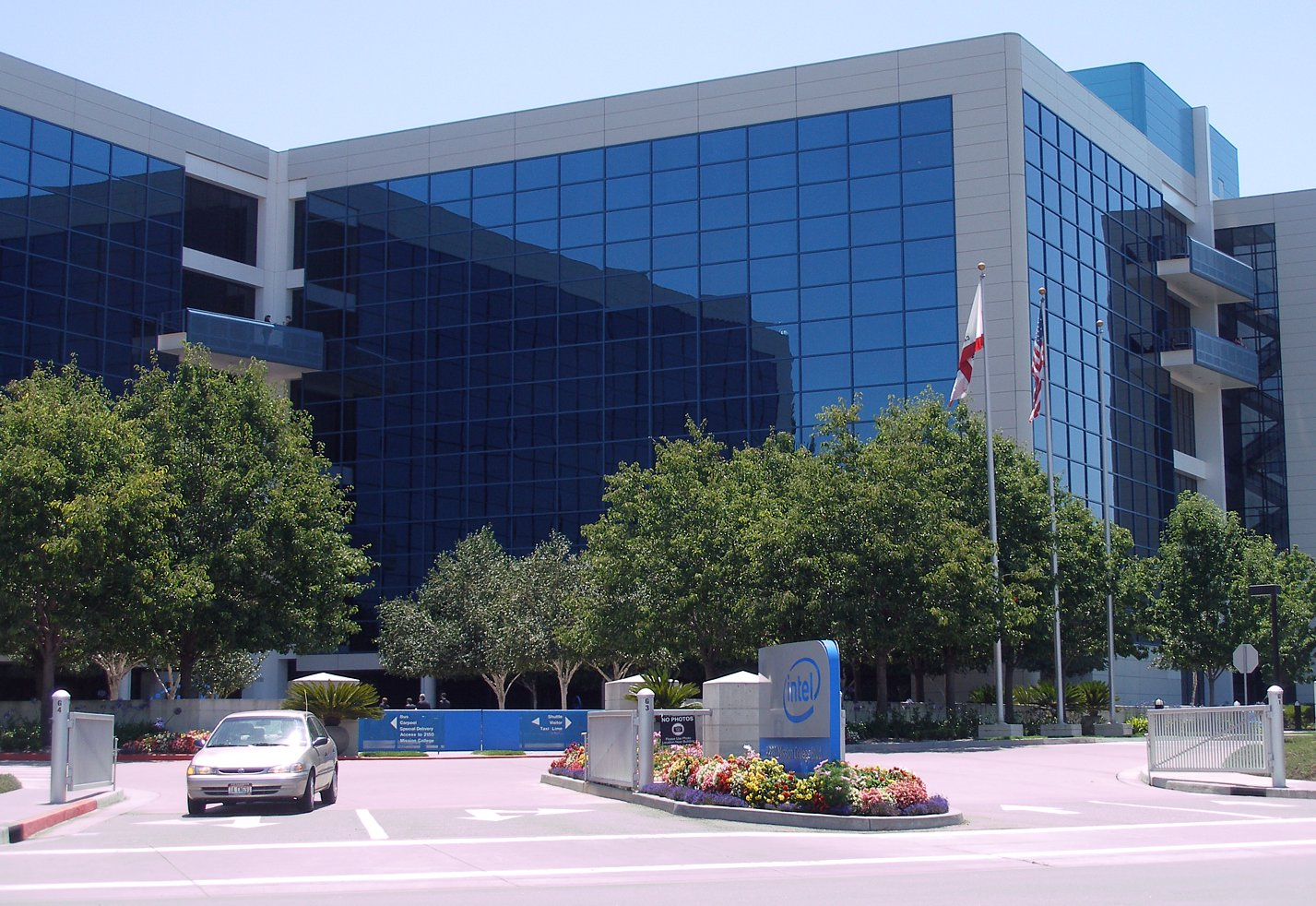
Seu d'Intel.

Intel Skulltrail és una plataforma construïda a partir d'una placa base de la classe servidor.
Creada i desenvolupada per l'empresa de microprocessadors Intel Corporation es destaca sobre les altres per tenir 4 connexions PCI Express i poder instal·lar-hi més de dos processadors de forma independent, i d'esta forma arribar a una potència de 25 GHz i poder connectar 4 targetes gràfiques de forma SLI.

## Components del sistema
Core 2 Extreme QX9775
- Quatre processadors de nuclis en un paquet de processador
- 3,2 GHz de freqüència
- 1600 MHz FSB
- Fabricat en 45 nm
- 12 MiB L2 cache (6 MiB per parell de nucli)

Placa base Intel D5400XS
- Dos sòcols LGA 771 CPU (suporta processadors Xeon DP)
- Quatre encaixos FB-DIMM que suporten 16 GB de memòria del sistema a 800 MHz
- Quatre x16 PCI Express 1.1a sòcols
- Dos sòcols Peripheral Component Interconnect 2.3
- Sis ports SATA 3.0 Gbit/s
- Dos ports eSATA
- Deu ports USB